# Kanton Sermaize-les-Bains
Kanton Sermaize-les-Bains (fr. Canton de Sermaize-les-Bains) je francouzský kanton v departementu Marne v regionu Grand Est. Tvoří ho 75 obcí. Kanton vznikl v roce 2015.

## Obce kantonu
| - Alliancelles - Ambrieres - Arrigny - Bassu - Bassuet - Bettancourt-la-Longue - Bignicourt-sur-Saulx - Blesme - Brandonvillers - Brusson - Le Buisson - Bussy-le-Repos - Changy - Charmont - Châtillon-sur-Broué - Cheminon - Cloyes-sur-Marne - Dompremy - Drosnay - Écollemont - Écriennes - Étrepy - Favresse - Giffaumont-Champaubert - Gigny-Bussy | - Haussignémont - Hauteville - Heiltz-l'Éveque - Heiltz-le-Hutier - Heiltz-le-Maurupt - Isle-sur-Marne - Jussecourt-Minecourt - Landricourt - Larzicourt - Lisse-en-Champagne - Luxémont-et-Villotte - Matignicourt-Goncourt - Maurupt-le-Montois - Merlaut - Moncetz-l'Abbaye - Norrois - Orconte - Outines - Outrepont - Pargny-sur-Saulx - Plichancourt - Ponthion - Possesse - Reims-la-Brulée - Saint-Amand-sur-Fion | - Saint-Eulien - Saint-Jean-devant-Possesse - Saint-Lumier-en-Champagne - Saint-Lumier-la-Populeuse - Saint-Quentin-les-Marais - Saint-Remy-en-Bouzemont-Saint-Genest-et-Isson - Saint-Vrain - Sainte-Marie-du-Lac-Nuisement - Sapignicourt - Scrupt - Sermaize-les-Bains - Sogny-en-l'Angle - Thiéblemont-Farémont - Trois-Fontaines-l'Abbaye - Val-de-Viere - Vanault-le-Châtel - Vanault-les-Dames - Vauclerc - Vavray-le-Grand - Vavray-le-Petit - Vernancourt - Villers-le-Sec - Vitry-en-Perthois - Vouillers - Vroil |